# Повітряні пригоди
«Повітряні пригоди» («Ці чудові чоловіки на їх літальних апаратах або Як я долетів від Лондона до Парижа за 25 годин 11 хвилин») (англ. Those Magnificent Men in Their Flying Machines or How I Flew from London to Paris in 25 hours 11 minutes) — британська кінокомедія 1965 року в жанрі «подорожній фільм», знята режисером Кеном Аннакіном.

## Сюжет
Лондон, 1910 рік. Річард Мейс (Джеймс Фокс), офіцер королівської гвардії і великий шанувальник літальних апаратів, переконує лорда Равнслея (Роберт Морлі), пресового магната, власника найбільшої газети «Дейлі пост», щоби той призначив нагороду — 10 тисяч фунтів стерлінгів для переможця першої гонки в історії авіації за маршрутом Лондон — Париж. У гонках змагаються найкращі пілоти світу: американець Орвіл Ньютон (Стюарт Вітмен); француз П'єр Дюбуа (Жан-П'єр Кассель), великий любитель жінок; італієць граф Еміліо Понтічеллі (Альберто Сорді); прусський полковник фон Гольштейн (Герт Фребе); британець сер Персіваль (Террі-Томас); і японець  Ямамото (Юдзіро Ісіхара).

## Ролі виконують
- Стюарт Вітман[en] — Орвіл Ньютон
- Сара Майлз — Патриція Ровнслі
- Джеймс Фокс — Річард Мейс
- Альберто Сорді — граф Еміліо Понтічеллі
- Роберт Морлі — лорд Ровнслі
- Герт Фребе — полковник Манфред фон Гольштайн
- Жан-П'єр Кассель — П’єр Дюбуа
- Ірина Демик[fr] — Бриджитта / Інгрід / Марлен / Франсуаза / Іветта / Бетті

## Цікаві факти
- Усі літаки 1910-х років, які знімалися у фільмі, це точні копії тогочасних монопланів, біпланів і трипланів. Для виготовлення літаків були використані такі ж матеріали, але були встановлені безпечніші двигуни, 6 з 20 моделей були здатні літати.

## Нагороди та номінації

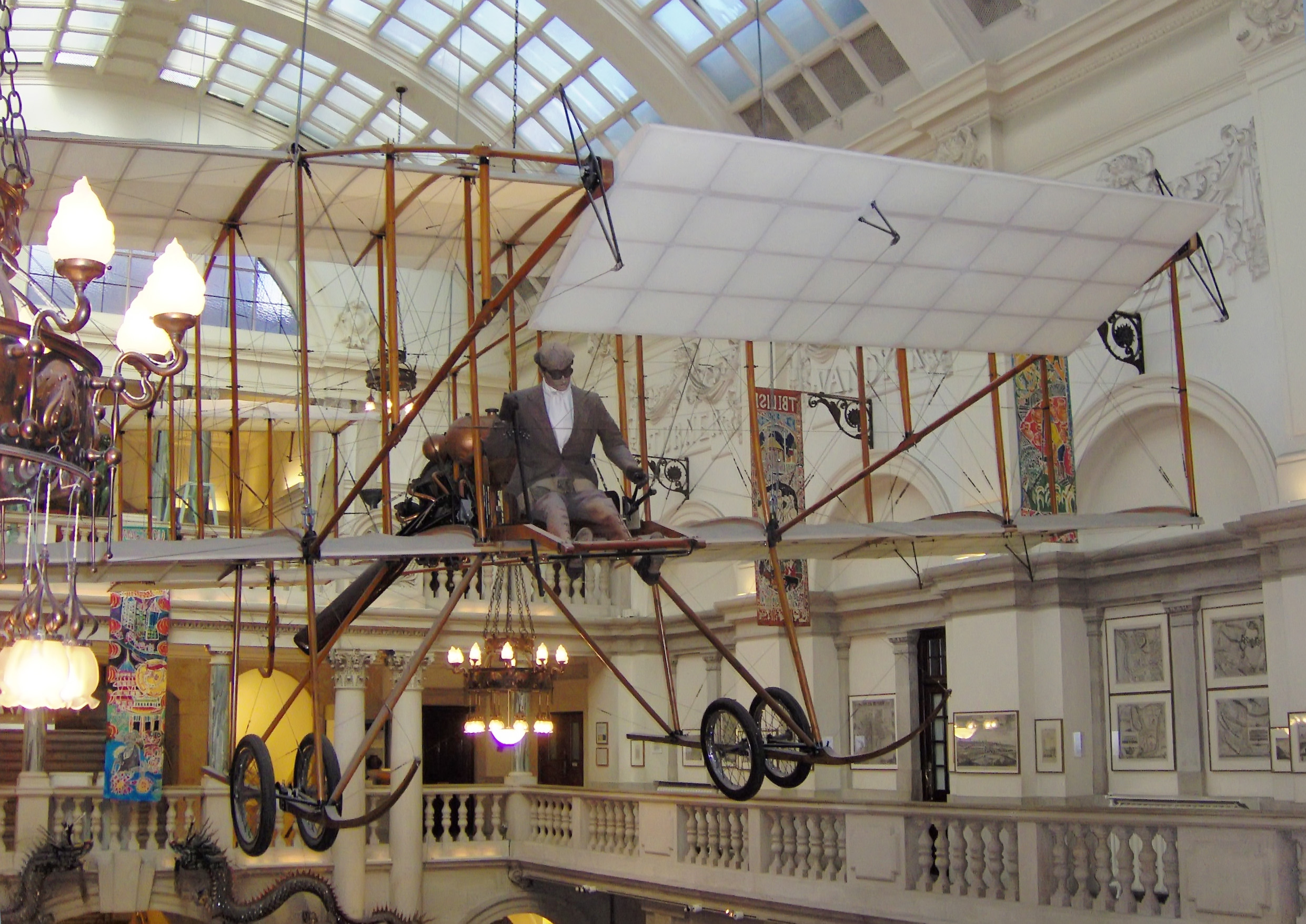
Репліка (точна копія) 1963 року аероплана Bristol Boxkite у музеї Бристоля

- 1965 Премія Товариства кінокритиків Нью-Йорка (NYFCC):
  - 3-тє місце серед найкращих фільмів
- 1966 Премія «Оскар» Академії кінематографічних мистецтв і наук (США):
  - за найкращий оригінальний сценарій — (номінований)
- 1966 Премія «Золотий глобус» Голлівудської асоціації іноземної преси: 
  - за найкращу чоловічу роль — комедія або мюзикл — (номінований)
  - за найкращий фільм — комедія або мюзикл — (номінований)
  - за найкращу чоловічу роль серед початківців — (номінований)
- 1966 Премія БАФТА, Британської академії телебачення та кіномистецтва:
  - найкраща робота художника-костюмера для фільму (кольорові фільми) / (переможець)
  - найкраща робота оператора (кольорові фільми) / (номінований)
  - найкраща робота художника (кольорові фільми) / (номінований)